# Шварце-Ельстер
Шва́рце-Е́льстер (нім. Schwarze Elster) —  Чорний Ельстер) — річка у Німеччина, протікає по землі Саксонія та Саксонія-Ангальт.
Бере початок на південь від Білого Ельстера біля «каменя Сибілли» у Верхній Лужиці у Саксонії; тримається спочатку північного напрямку, повертає потім на захід, потім на північний захід. Протікає по долині, переважно піщаній, розбиваючись часто на рукави. Похил незначний. Ширина при впадінні в Ельбу, між містами Торгау та Віттенберг — 38 м. Притоки — Пульсніц та Редер. Біля міста Лангенберг у Саксонії з'єднана з Ельбою каналом у 15,5 км завдовжки.
Площа басейну річки становить 5 541,4 км². Загальна довжина річки — 179 км. Висота витоку — 317 м. Висота гирла — 69 м.
Річкова система річки — Ельба.